# Campus-Debatten
Die Campus-Debatten sind eine seit 2018 bestehende Debating-Turnierserie, die vom Verband der Debattierclubs an Hochschulen (VDCH) mit Unterstützung der Zeit-Stiftung Ebelin und Gerd Bucerius ausgerichtet werden und die von 2001 bis 2018 bestehenden Zeit Debatten (mit Unterstützung der Zeit) fortsetzt. Sie standen, bis zu dessen Tod 2015, unter der Schirmherrschaft von Altbundeskanzler Helmut Schmidt und umfassen die bedeutendsten Turniere des deutschsprachigen Debattierens.

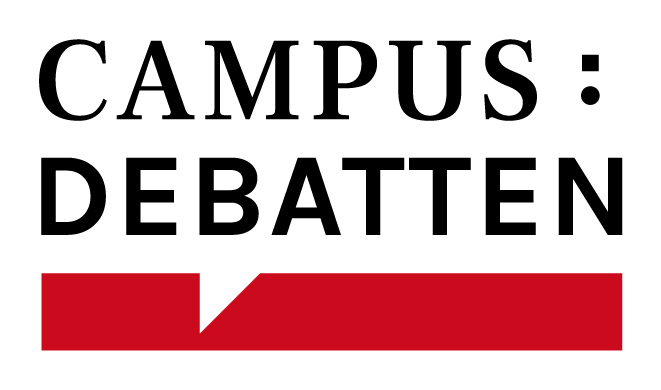

Insgesamt nehmen an den Turnieren dieser Serie jeweils über 100 Redner und Juroren aus Deutschland, Österreich und der Schweiz teil. Eine Saison besteht aus vier regulären Campus-Debatten, drei zeitgleich stattfindenden Regionalmeisterschaften und der Deutschsprachigen Debattiermeisterschaft (DDM). Alle Turniere werden durch die Mitgliederversammlung des VDCH an Debattierclubs, die VDCH-Mitglieder sind, vergeben. Turniere des VDCH werden seit 2012 in den Formaten Offene Parlamentarische Debatte (OPD) und British Parliamentary Style (BPS) ausgerichtet. Das Format der DDM alterniert jedes Jahr zwischen diesen beiden Formaten. Eine Regionalmeisterschaft wird an zwei, eine Campus-Debatte an drei und die DDM an vier Tagen ausgetragen.

## Austragungsmodus
An den zwischen drei und sieben Vorrunden eines jeden Turniers nehmen alle gemeldeten Teams teil. Die Ergebnisse jeder Runde werden im Tab registriert. Nach der Vorrunde scheiden all diejenigen Teams aus, die keine für die Finalrunde qualifizierende Position im Tab erreicht haben. Entscheidend für diesen Break ist das Team-Tab, neben dem noch ein Speaker-Tab mit den Resultaten der einzelnen Redner geführt wird. Im Format der OPD ist zweiteres ebenfalls von Bedeutung, weil es über den Break derjenigen Redner entscheidet, die sich nicht mit ihrem Team qualifizieren konnten, jedoch in der Finalrunde als Freie Redner agieren dürfen. Die Finalrunde wird im Modus des K.-o.-Systems ausgetragen. Ein externes Publikum gibt es in der Regel nur in den jeweiligen Finals, die in größeren Sälen stattfinden und oft mehrere hundert Gäste anziehen. Ein Team von zwei bis vier Chefjuroren übernimmt die inhaltliche Organisation eines Turniers und legt auch die Themen der Debatten fest. Die übrigen Juroren werden von den teilnehmenden Debattierclubs gestellt und erreichen, wie auch die Redner, nur bei qualifizierenden Leistungen die Finalrunde. Über den Juroren-Break entscheiden die Chefjuroren nach eigenem Ermessen.

## Siegerliste
Die Sieger der Deutschsprachigen Debattiermeisterschaften im Überblick:
- 2001: Münster (Trinh Le und Kira Heyden)
- 2002: Berlin (Christian Blum und Frederik von Rumohr)
- 2003: Mainz (Simon Herrmann, Christian Rauda und Hanna Kaspar)
- 2004: Heidelberg Debating (Christian Gollner und Jan Lemnitzer)
- 2005: Freiburg (Eike Hosemann, Marco Ragni und Manfred Kröber)
- 2006: Jena (Mark Hauptmann und Maika Spilke)
- 2007: Mainz (Marcel Giersdorf, Marietta Gädeke und Gudrun Lux)
- 2008: Halle (Marcus Ewald und Torsten Rössing)
- 2009: Magdeburg (Miriam Hauft, Jonas Werner, Hauke Blume)
- 2010: Tübingen (Peter Croonenbroeck und Philipp Stiel)
- 2011: Jena (Clemens Lechner, Moritz Niehaus und Severin Weingarten)[3]
- 2012: München (Valerio Morelli und Marco Witzmann)[4]
- 2013: Heidelberg Debating (Wiebke Nadler, Tom-Michael Hesse, Sven Hirschfeld)
- 2014: Berlin (Christina Dexel und Philip Schröder)
- 2015: Mainz (Christian Strunck, Sina Strupp und Nicolas Eberle)
- 2016: Tübingen (Konrad Gütschow und Lennart Lokstein)
- 2017: Rederei Heidelberg (Julius Steen, Peter Giertzuch und Sabrina Effenberger)[5]
- 2018: Berlin (Julian Stastny und Stefan Torges)
- 2019: Tübingen (Dominik Hermle, Joschka Braun und Chiara Throner)[6]
- 2020: Tübingen (Dominik Hermle, Joschka Braun)
- 2021: Berlin (Christof Kebschull, Braedon Lehman und Lara Tarbuk)[7]
- 2022: Freiburg (Jonathan Dollinger, Sonja Soko)[8]
- 2023: Freiburg (Robert Wiebalck, Zoé Sandle, Johanna Williams)[9]
- 2024: Berlin (Christopher G., Karlin Tabbara)[10]